# Meredith Monk
Meredith Monk, (Queens, 1942. november 20. –) amerikai zeneszerző, előadóművész, rendező, énekes, filmrendező és koreográfus. Az 1960-as évektől kezdve Monk olyan multidiszciplináris műveket hozott létre, amelyek ötvözik a zenét, a színházat és a táncot. 1991-ben Monk komponálta az Atlaszt, a Houstoni Opera és az Amerikai Zenei Színházi Fesztivál által rendelt operát. Zenéjét a Coen testvérek (A nagy Lebowski, 1998) és a Jean-Luc Godard filmek is felhasználták. 2015-ben Barack Obama a National Medal of Arts kitüntetést adta neki.

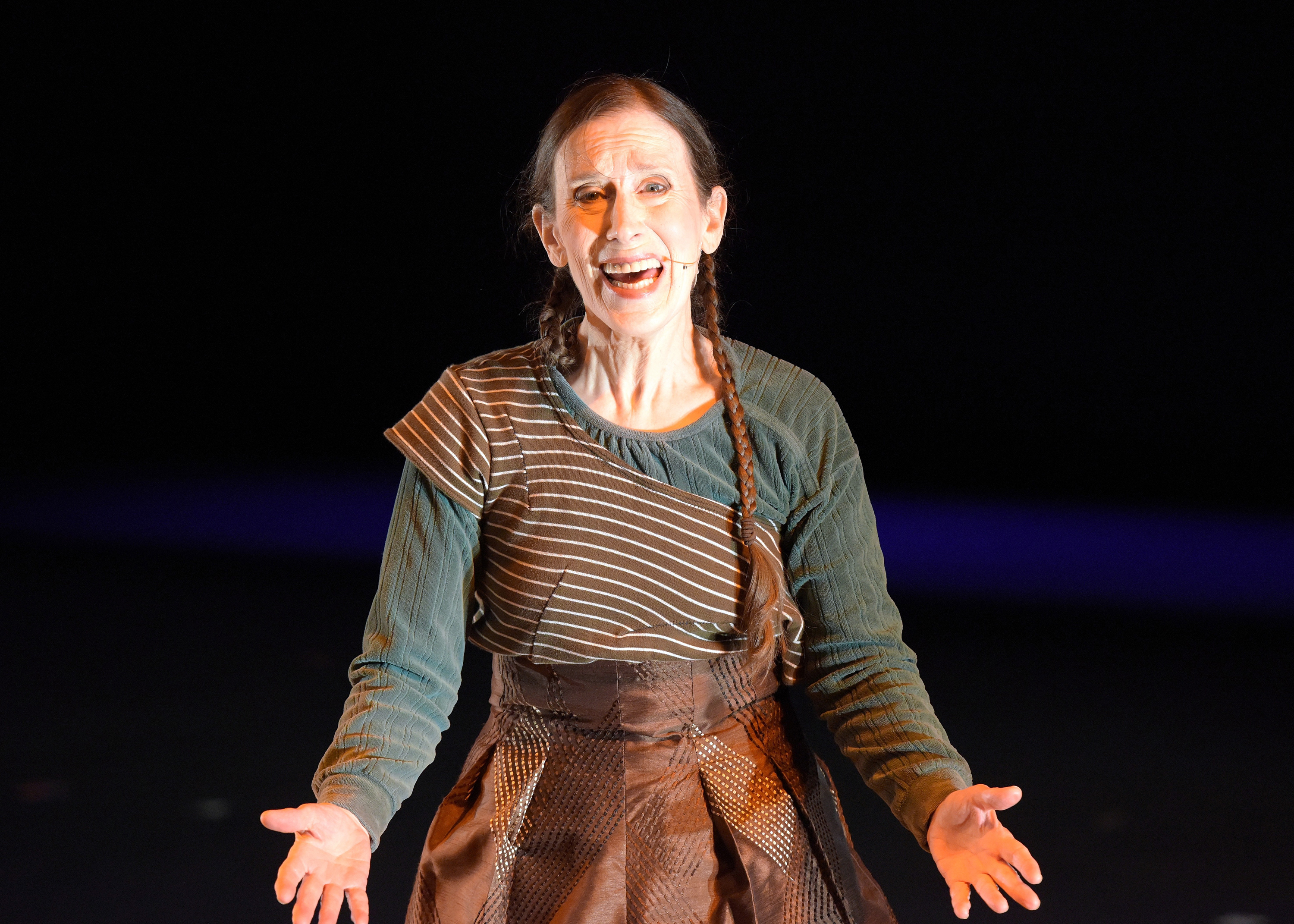
2014, Harvey Theater, New York

## Pályafutása
1961 decemberében debütált balerinaként egy gyermekmusicalben, amely Charles Dickens Karácsonyi ének című alapján készült. 1964-ben diplomázott a Sarah Lawrence College-ban, majd 1968-ban megalapította saját együttesét, a The House-t. 1978-ban megalapította a Meredith Monk and Vocal Ensemble együttest, ami saját zenéjét adja elő.
Monk énektechnikáját odáig fejlesztette, hogy hangja hangszerként is használható legyen.
Az 1980-as években két filmet is készített, az Ellis Island-t (1981) és a Book of Days-t (1988). Mindkét filmnek ugyanaz volt a háttere, egy kép, ami a házimunka közben jutott eszébe - az ECM Records szerint. A filmek egy fiatal lány gondolatai és egy középkori utca egy zsidó negyedben. A filmeket zenés színházi előasásként is bemutatták. Zenéjét számos szólista és csoport adta elő, többek között a The Chorus of the San Francisco Symphony, a Musica Sacra, a The Pacific Mozart Ensemble, a Double Edge, a Björk és a Bang On A Can All-Stars.
Operájának, az Atlasnak premierje 1991-ben volt a texasi Houstonban. Később tisztán instrumentális művek következtek. A Carnegie Hallban ünnepelte létének 40. évfordulóját Björk, Terry Riley, DJ Spooky, John Zorn társaságában, az Alarm Will Sound, a Bang on a Can és a Pacific Mozart Ensemble együttesekkel.
Előadásaival számos díjat nyert, és számos díszdoktori címe van. Zenéjét ma már harmadik felek is használják. Meredith Monk vokális bohóckodásairól is ismert.

## Albumok
- Key (1971, 1977, 1995)
- Our Lady of Late (1973, 1986)
- Songs from the Hill/Tablet (1979)
- Dolmen Music (1981)
- Turtle Dreams (1983)
- Do You Be (1987)
- Book of Days (1990)
- Facing North (1992)
- Atlas: An Opera in Three Parts (1993)
- Volcano Songs (1997)
- Mercy (2002)
- Impermanence (2008)
- Beginnings (2009), compositions from 1966 to 1980
- Songs of Ascension (2011)
- Piano Songs (2014)
- On Behalf Of Nature (2016)
- Nightfall (2016)
- Memory Game (2020)

## Filmek
- 1983: Turtle Dreams; nyilvános hozzáférésű film
- 1989: Book of Days. Rendező, társíró: Tone Blevins
- 1993: The Sensual Nature of Sound: 4 Composers – Laurie Anderson, Tania León, Meredith Monk, Pauline Oliveros. Rendező: Michael Blackwood
- 1983: Four American Composers Meredith Monk Rendező: Peter Greenaway
- 1996: Speaking of Dance: Conversations With Contemporary Masters of American Modern Dance. No. 22: Meredith Monk. American Dance Festival. Rendező: Douglas Rosenberg
- 2020 – ECM50 | 1981 – Meredith Monk: „Dolmen Music”, rövidfilm; Meredith Monk's work for ECM Records, Rendező:  Ingo J. Biermann, 2020, 21 perc
- 2025: Monk in Pieces; dokumentumfilm

## Díjak
- Guggenheim-ösztöndíj (1972)
- MacArthur Fellows Program
- Courage Award for the Arts
- Bessie Award
- Officer of Arts and Literature (Művészetek és Irodalom tisztje)
- Doris Duke Performing Artist Award

## Fordítás
- Ez a szócikk részben vagy egészben  a   Meredith Monk című holland Wikipédia-szócikk ezen változatának fordításán alapul.  Az eredeti cikk szerkesztőit annak laptörténete sorolja fel. Ez a jelzés csupán a megfogalmazás eredetét és a szerzői jogokat jelzi, nem szolgál a cikkben szereplő információk forrásmegjelöléseként.